# کوکویوتسی
کوکویوتسی (به لاتین: Kukujevci) یک منطقهٔ مسکونی در کرواسی است که در شید واقع شده‌است. کوکویوتسی ۳۲٫۷۰ کیلومتر مربع مساحت و ۱٬۹۵۵ نفر جمعیت دارد و ۹۳ متر بالاتر از سطح دریا واقع شده‌است.